# Биоштица
Биоштица је река у источном дијелу Републике Српске, Босна и Херцеговина.
Дуга је око 30 km. Биоштица извире испод планине Деветак код села Кнежине у општини Соколац. Две највеће притоке су јој Блатница и Каљина. Заједно са ријеком Ступчаницом која јој се придружује у Олову чини реку Кривају.
Биоштица је, као и њене притоке, богата рибом, највише поточном пастрмком и липљеном.

## Галерија
- Пећина из које извире Биоштица
- Почетак тока Биоштице
- Врело Биоштице